# Liste der Baudenkmäler in Mistelbach (Oberfranken)
Auf dieser Seite sind die Baudenkmäler in der oberfränkischen Gemeinde Mistelbach zusammengestellt. Diese Tabelle ist eine Teilliste der Liste der Baudenkmäler in Bayern. Grundlage ist die Bayerische Denkmalliste, die auf Basis des Bayerischen Denkmalschutzgesetzes vom 1. Oktober 1973 erstmals erstellt wurde und seither durch das Bayerische Landesamt für Denkmalpflege geführt wird. Die folgenden Angaben ersetzen nicht die rechtsverbindliche Auskunft der Denkmalschutzbehörde.
 Diese Liste gibt den Fortschreibungsstand vom 3. Juli 2018 wieder und enthält neun Baudenkmäler.

## Ensembles

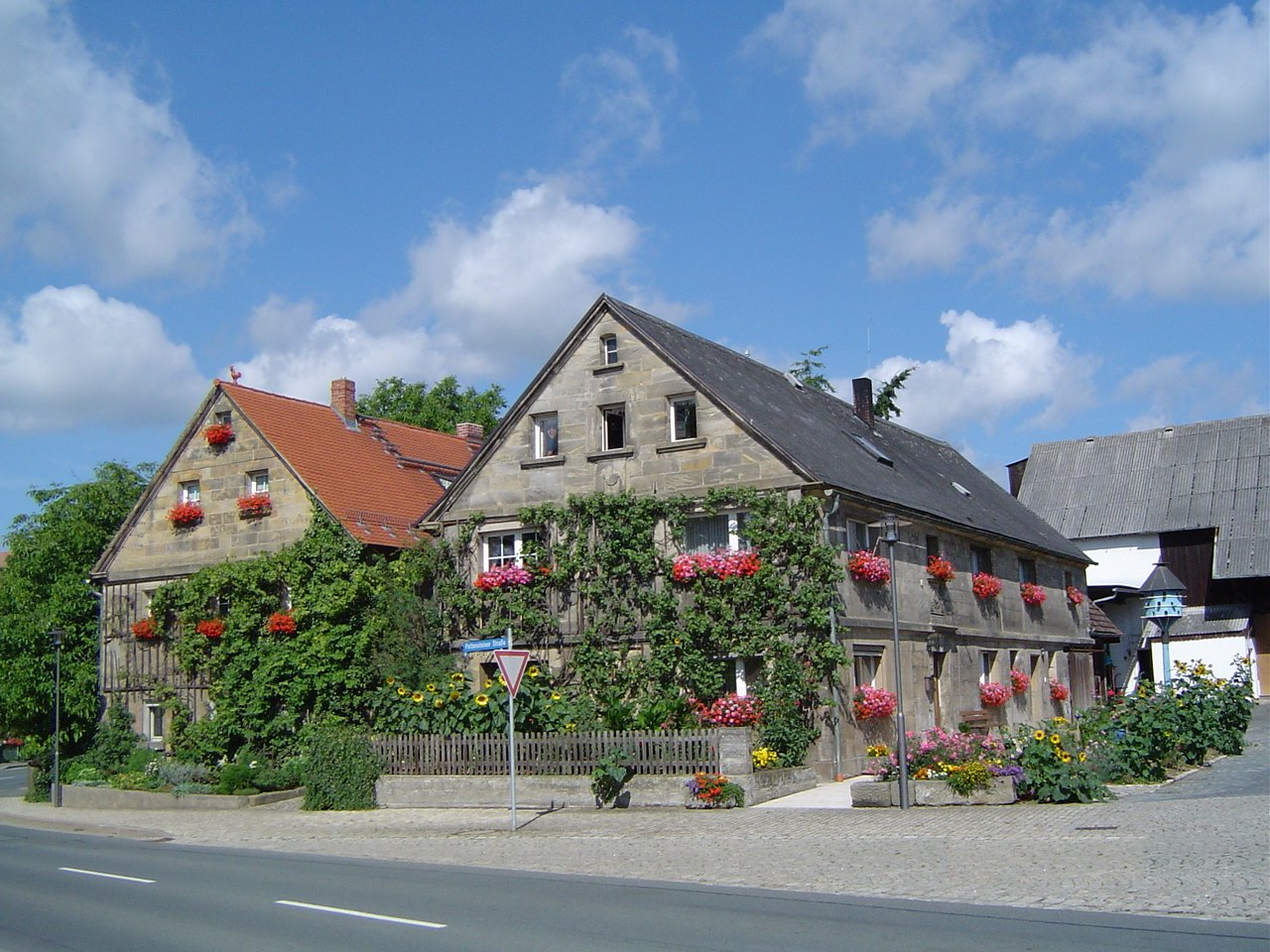
Ortskern Mistelbach

### Ensemble Ortskern Mistelbach
Der Ortskern von Mistelbach (Lage)  wird beherrscht von der auf einem Bergsporn stehenden Kirche Sankt Bartholomäus mit Einfriedung. Die im Kern spätgotische Kirche, die im 17. und 18. Jahrhundert mehrfach verändert wurde, wirkt in den nördlich vorgelagerten Dorfplatz hinein. Die giebelständige Umbauung des Platzes und seiner unmittelbaren Umgebung ist sehr homogen. Es handelt sich zumeist um zweigeschossige Satteldachbauten in Sandsteinquaderbauweise aus dem 19. Jahrhundert. Aktennummer: E-4-72-166-1.

## Baudenkmäler nach Gemeindeteilen

### Mistelbach
| Lage | Objekt                                               | Beschreibung | Akten-Nr.    | Bild                                              |
| --- | ---------------------------------------------------- | --- | ------------ | ------------------------------------------------- |
| Am Berg 1 (Standort)                                                                                                  | Ehemaliges Pfarrhaus                                 | Zweigeschossiger Satteldachbau mit gefasten Gewänden, Giebel aus Sandsteinquadern, Kern 16. Jahrhundert, Ende 18./19. Jahrhundert erneuert                                                               | D-4-72-166-1 | Ehemaliges Pfarrhaus                              |
| Bahnhofstraße 3; Pottensteiner Straße 9; Pottensteiner Straße 11; Pottensteiner Straße 13; Pottensteiner Straße 15 () | Graben und Zwinger                                   | Substruktionen zu den unvollendeten Teilen des Schlosses und seiner ehemaligen Befestigung, 12. Jahrhundert, 16./17. Jahrhundert; nicht nachqualifiziert, im Bayerischen Denkmal-Atlas nicht kartiert    | D-4-72-166-4 |                                                   |
| Bayreuther Straße 2; Nähe Bayreuther Straße; Am Berg 2 (Standort)                                                     | Evangelisch-lutherische Pfarrkirche St. Bartholomäus | Saalbau mit Chorflankenturm, der Saal mit Satteldach und Pultdach, der Turm mit Spitzhelm, Chor und Turmuntergeschoss 13. bis 15. Jahrhundert, Langhaus 15. Jahrhundert, erhöht 1710/11; mit Ausstattung | D-4-72-166-2 | weitere Bilder                                    |
| Hofstraße 6 (Standort)                                                                                                | Wohnstallhaus                                        | Eineinhalbgeschossiger Satteldachbau aus Sandsteinquadern, am Nordgiebel mit faszierten Gewänden und Fensterschürzen, bezeichnet „1824“ und „1869“                                                       | D-4-72-166-7 | Wohnstallhaus                                     |
| Pottensteiner Straße 9 (Standort)                                                                                     | Ehemaliges Schloss                                   | Zwei- und dreigeschossiger Sattel- und Schopfwalmdachbau auf Hakengrundriss aus Sandsteinquadern, unvollendete Dreiflügelanlage von 1763, im 19. Jahrhundert verändert                                   | D-4-72-166-3 | weitere Bilder                                    |
| Kreuzig, Arzloch (Standort)                                                                                           | Sogenannter Jagdtisch der Markgrafen mit Sitzbank    | Sandstein, zum Teil aus dem Fels gehauen, 18. Jahrhundert, bezeichnet „1928“ | D-4-72-166-8 | Sogenannter Jagdtisch der Markgrafen mit Sitzbank |

### Finkenmühle
| Lage                                                        | Objekt     | Beschreibung                                                                                           | Akten-Nr.    | Bild       |
| ----------------------------------------------------------- | ---------- | --- | ------------ | ---------- |
| Hinteres Mailand, an der Straße nach Pittersdorf (Standort) | Grenzstein | 17./18. Jahrhundert                                                                                    | D-4-72-166-5 | BW         |
| Hinteres Mailand (Standort)                                 | Steinkreuz | Sandstein, flaches Reliefkreuz mit kleeblattförmigen Enden, mittig quadratisches Loch, mittelalterlich | D-4-72-166-6 | Steinkreuz |